# Gian Carlo Blangiardo
Gian Carlo Blangiardo (Arona, 20 dicembre 1948) è uno statistico italiano, presidente dell'ISTAT dal 4 febbraio 2019 al 22 marzo 2023. Dal 10 giugno 2024 è sindaco del comune di Meina.

## Biografia
Laureato nel 1971 in economia e commercio presso l'Università Cattolica del Sacro Cuore, ha svolto successivamente attività di ricerca in statistica e demografia all'Università degli Studi di Milano. Dal 1978 al 1998 ha insegnato demografia presso il medesimo ateneo, per poi passare all'Università degli Studi di Milano-Bicocca. Ha svolto collaborazioni scientifiche a livello istituzionale ed è stato membro di diversi comitati nazionali e regionali a carattere demografico e statistico. Alla fine del 2018 è stato proposto dal governo Conte I come presidente dell'ISTAT, entrando in carica nel febbraio del 2019. Alle elezioni amministrative del 2024 è candidato Sindaco a Meina, paese dove abita, guidando la lista civica "Insieme per Rinascere".

## Attività di ricerca
Autore di oltre 250 pubblicazioni scientifiche, Blangiardo ha svolto attività di ricerca negli ambiti della metodologia statistica, della demografia e delle statistiche sociali. Tra gli oggetti dei suoi studi figurano dinamiche e flussi demografici, esclusione sociale e povertà, nonché immigrazione e integrazione.

## Posizioni politiche
Blangiardo è considerato politicamente vicino alla Lega. Ha posizioni conservatrici in materia di immigrazione e aborto.
Alle elezioni amministrative del 2024, viene eletto sindaco del comune di Meina vincendo con il 44,49% dei voti, guidando la lista civica Insieme per Rinascere.